# Ekamba, Basavakalyan
Ekamba là một làng thuộc tehsil Basavakalyan, huyện Bidar, bang Karnataka, Ấn Độ.